# Burrowbridge
Burrowbridge is een civil parish in het bestuurlijke gebied Somerset West and Taunton, in het Engelse graafschap Somerset met 508 inwoners.